# روبرتو موگروجو
روبرتو موگروجو (انگلیسی: Roberto Mogrovejo؛ زادهٔ ۱۹ ژوئن ۱۹۷۲) بازیکن فوتبال اهل آرژانتین است.
از باشگاه‌هایی که در آن بازی کرده‌است می‌توان به باشگاه فوتبال هاپوئل کفار سابا، باشگاه فوتبال اتلتیکو تیگره، باشگاه فوتبال پورتو، و باشگاه فوتبال آرژانتینوس جونیورز اشاره کرد.
وی همچنین در تیم ملی فوتبال زیر ۲۰ سال آرژانتین بازی کرده‌است.